# Жером-Мартен Ланглуа
Жером-Мартен Ланглуа (фр. Jérôme-Martin Langlois; 11 березня 1779 — 28 грудня 1838) — французький художник неокласичного стилю. Учень Жака-Луї Давида. Кавалер ордена Почесного легіону.

## Життєпис
Жером-Мартен Ланглуа народився в Парижі 11 березня 1779 року, у родині художника-мініатюриста Жерома Ланглуа Старшого. Навчався в майстерні Жака-Луї Давида (провідного французького художника неокласицизму) і став одним із його улюблених учнів. Обидва художники працювали разом над кількома важливими картинами, зокрема «Наполеон перетинає Альпи» (тепер у Музеї історії мистецтв у Відні), де Ланглуа намалював коня, та «Леонід у Фермопілах» (Музей Лувру, Париж).
Ланглуа отримав премію за друге місце на Римській премії в 1805 році та переміг в 1809 році, переїхавши до Риму в 1810-х роках. Підготовчий малюнок картини, за яку присудили перше місце («Пріам перед Ахіллом»), знаходиться в колекції Musee Magnin у Діжоні, Франція. Протягом 1806—1837 років регулярно виставлявся в Паризькому салоні, отримав другу премію в 1817 році та першу премію в 1819 році. «Діана та Ендіміон» Ланглуа 1822 року була замовлена Людовиком XVIII для його салону Діани у Версальському палаці. Ця картина демонструвалася в Музеї Пікардії з 1878 року і зникла безвісти після Першої світової війни. Можливо, вона знаходиться в приватній колекції американської виконавиці Мадонни. У 1824 році Ланглуа перебував у Брюсселі, де написав портрет Жака-Луї Давида, який був виставлений у 1831 році.

## Відзнаки
У 1817 році його картина «Кассандра благає Мінерву про помсту Аяксові» була виставлена на Паризькому салоні 1817 року та отримала медаль другого ступеня. У 1819 році його картина «Александр Македонський приводить Кампаспу до Апеллеса». була виставлена на Салоні 1819 року й отримала першу премію. У 1822 році він став кавалером ордена Почесного легіону.

## Галерея

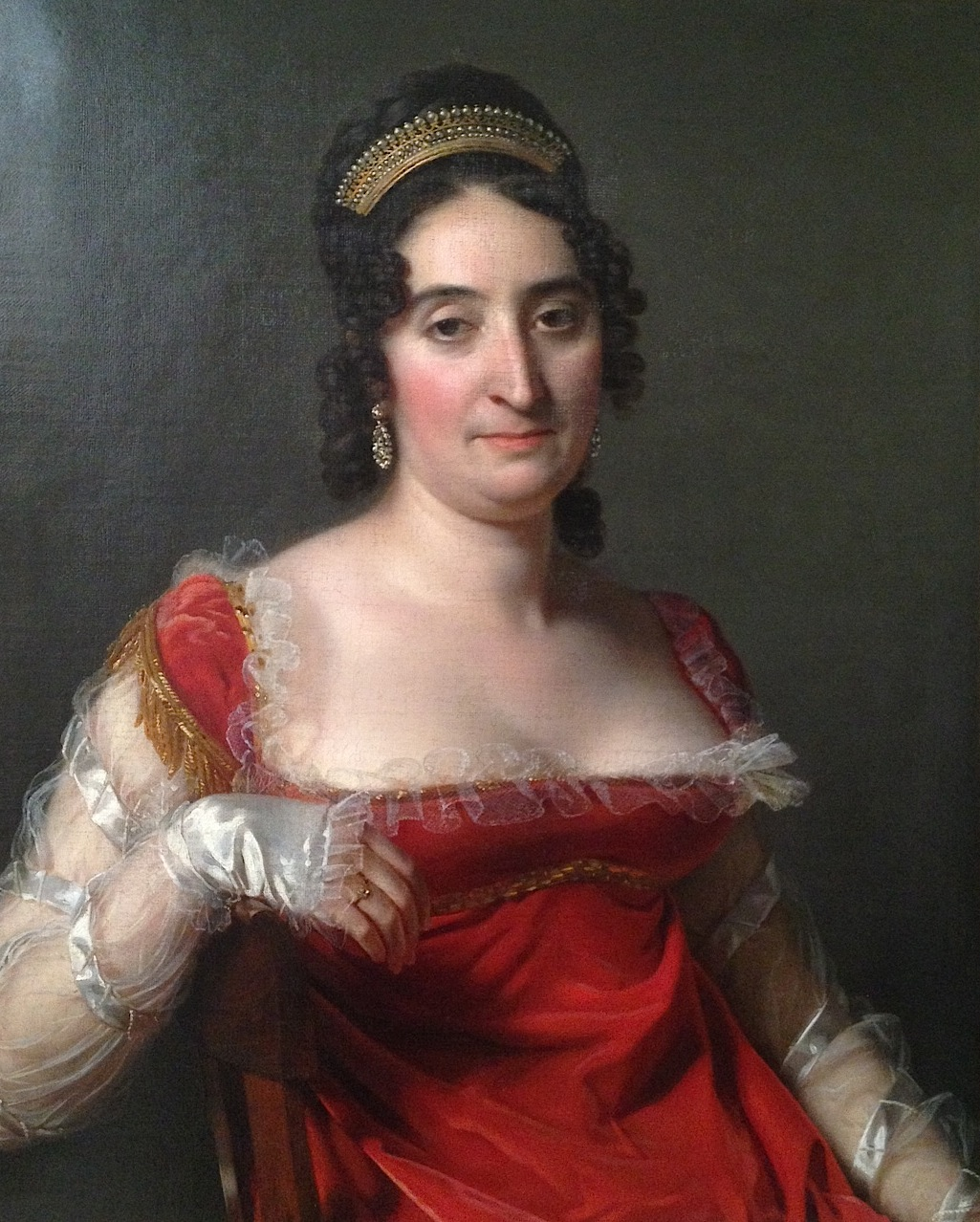
Дама в червоному з тіарою (Приватна колекція)
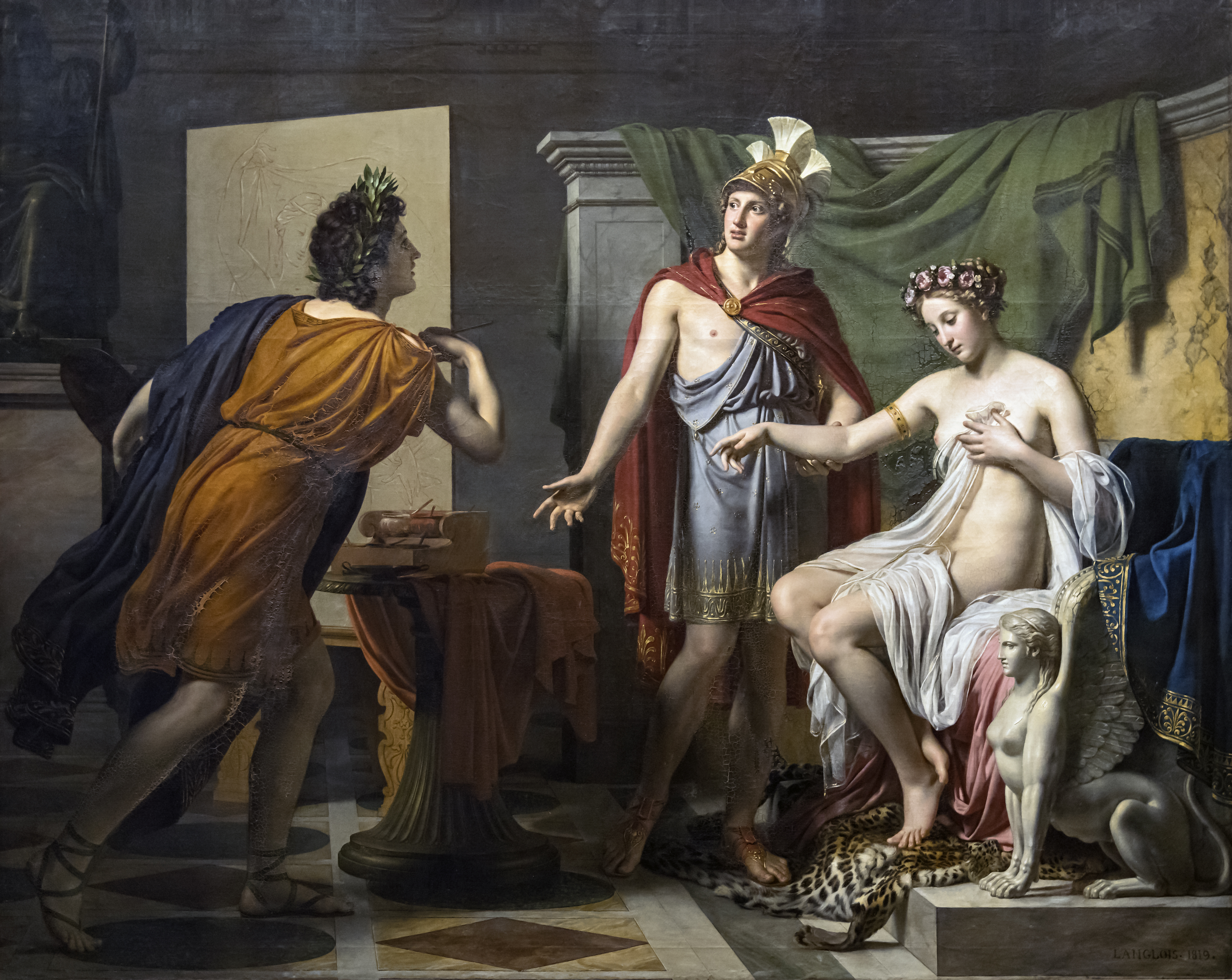
Александр Македонський приводить Кампаспу до Апеллеса, Музей августинців, Тулуза
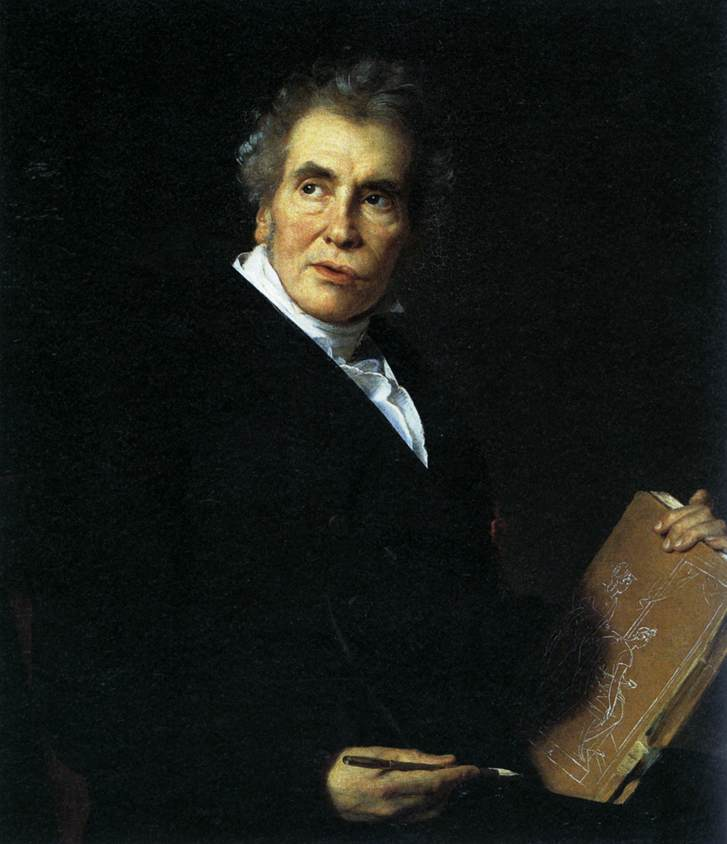
Портрет Жака-Луї Давида
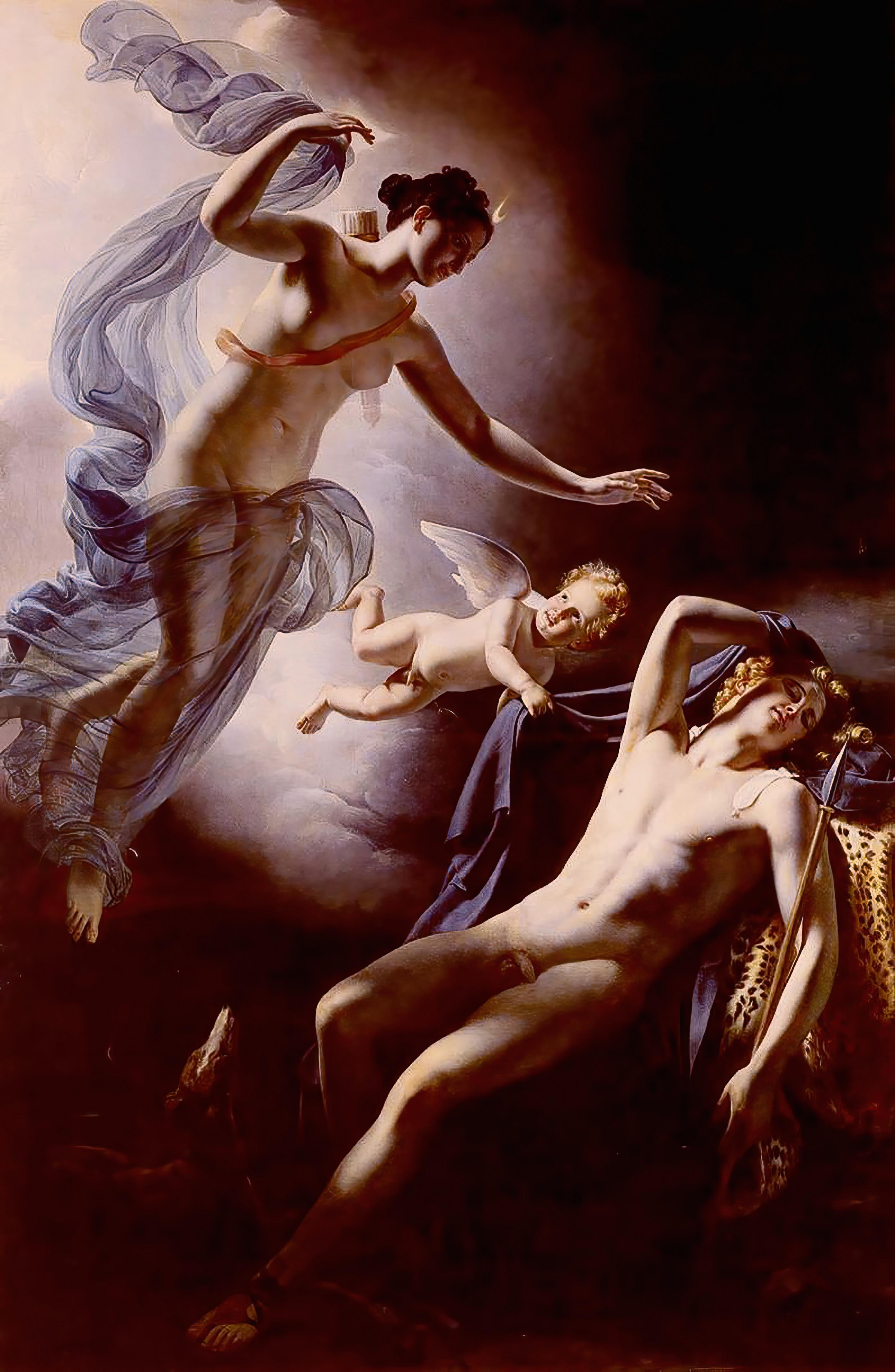
Діана та Ендіміон (Приватна колекція)
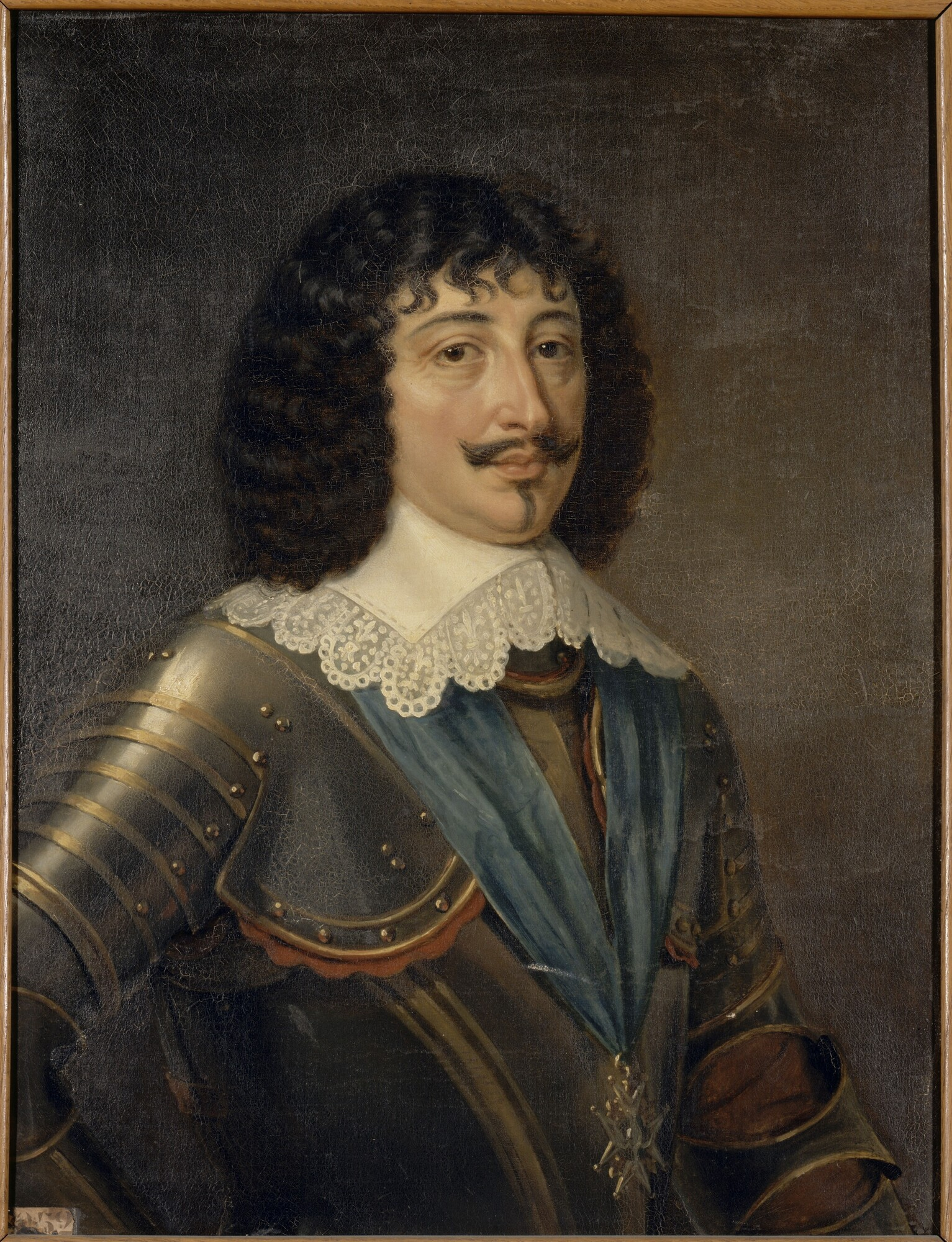
Урбен де Майле, маркіз де Брезе
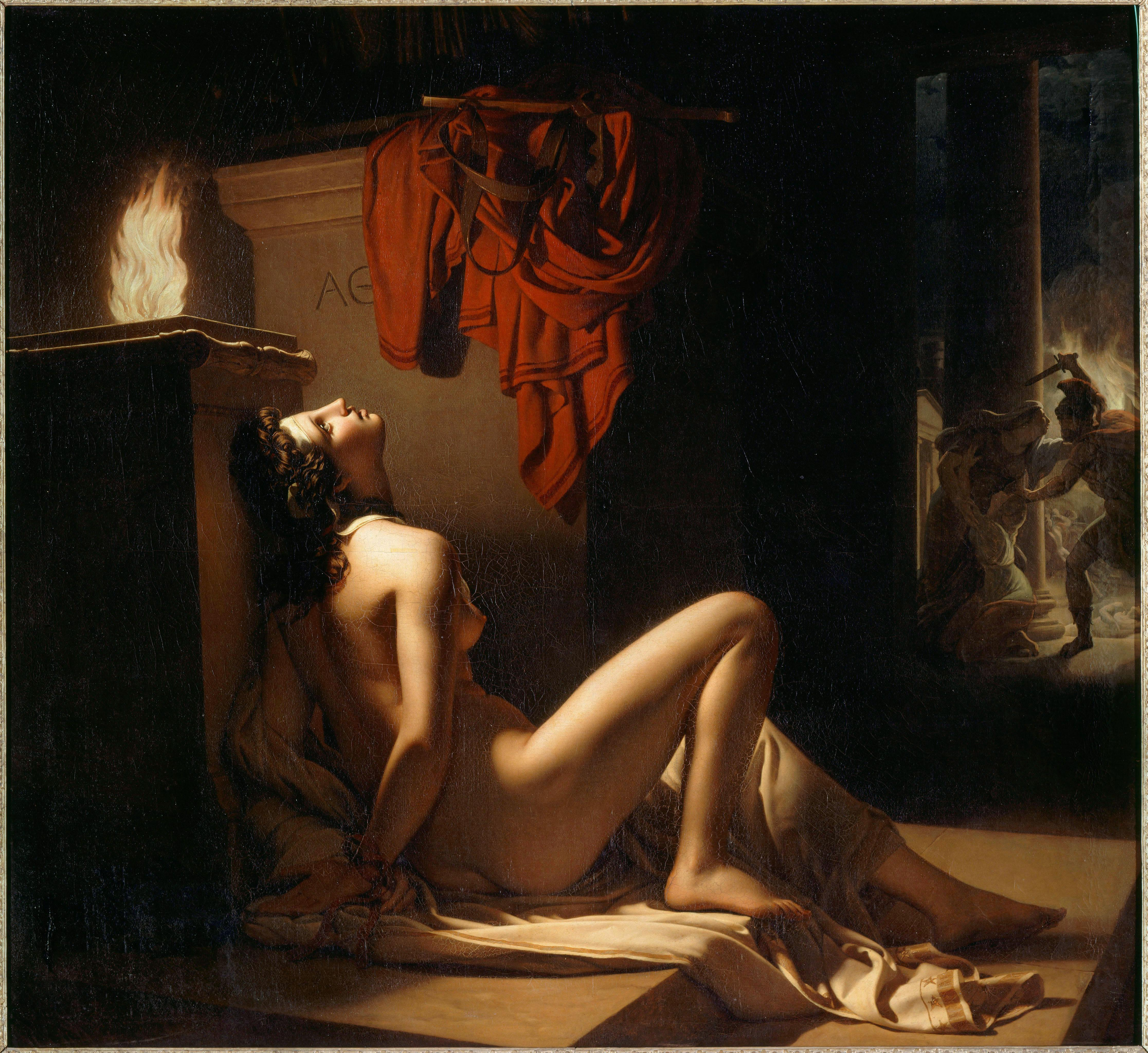
Кассандра благає Мінерву про помсту Аяксові